# Повешение за ребро

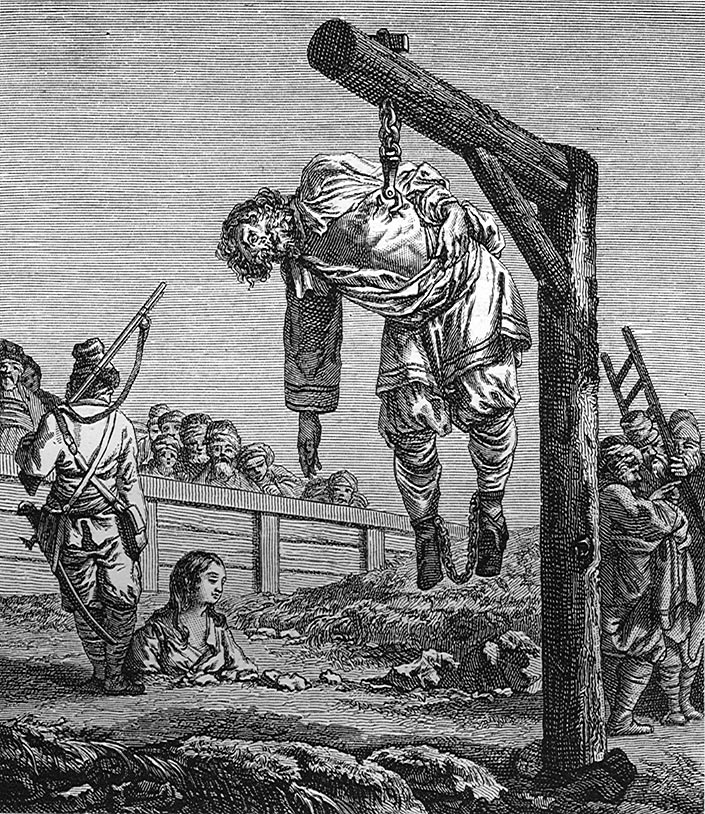
Повешение за ребро во времена Петра I

Пове́шение за ребро́ — вид смертной казни, при которой приговоренному вонзали в бок железный крюк на верёвке или цепи, цепляли его за ребро и затем вешали. Мучения осуждённого в этом случае могли длиться очень долго; порой казнимые умирали от жажды. Часто руки жертве связывали, чтобы оставленный без присмотра повешенный не мог самостоятельно сняться с крюка и бежать.
В России эта форма смертной казни была узаконена инструкцией для искоренения разбойников от 24 декабря 1719 года в качестве наказания для «вящих воров и разбойников». Но применялась она и раньше, например в 1615 году был повешен за ребро казацкий атаман Михаил Баловнев, применялась она при взятии Соловецкого монастыря в 1676 году; она употреблялась и Степаном Разиным и была обычной казнью у запорожцев.
В последний раз в Российской империи повешение за ребро применялось во время восстания Пугачёва, когда в некоторых деревнях для предупреждения крестьян правительственные войска ставили «глаголь для повешения за ребро» (то есть виселицу в форме буквы Г, «глаголь»).
В Османской империи так был казнён в 1563 году выданный молдавскими боярами князь Дмитрий Вишневецкий.
Знаменитый «словацкий Робин Гуд» разбойник Юрай Яношик был в 1713 году также казнён через повешение за ребро в городе Липтовски-Микулаш.
В кинофильме «Тарас Бульба» по мотивам одноимённой повести Н. В. Гоголя таким образом казнят сына Тараса — Остапа.
Последний раз в Европе и в мире в целом, во время Второй мировой войны, подобные казни практиковались гестапо, войсками СС. Также практиковалось повешение за челюсть.